# Bixorestes illustris
Bixorestes illustris là một loài bọ cánh cứng trong họ Cerambycidae.